# 哈韦里
哈韦里（Haveri），是印度卡纳塔克邦Haveri县的一个城镇。总人口55900（2001年）。

## 人口
该地2001年总人口55900人，其中男性28577人，女性27323人；0—6岁人口6989人，其中男3594人，女3395人；识字率70.30%，其中男性为76.09%，女性为64.24%。